# Rinodina constrictula
Rinodina constrictula är en lavart som beskrevs av Hugo Magnusson. Rinodina constrictula ingår i släktet Rinodina och familjen Physciaceae.   Inga underarter finns listade i Catalogue of Life.